# Campeonato Mundial de Halterofilia de 1966
El XLI Campeonato Mundial de Halterofilia se celebró en Berlín Oriental (RDA) entre el 15 y el 21 de octubre de 1966 bajo la organización de la Federación Internacional de Halterofilia (IWF) y la Federación de Halterofilia de la RDA.
En el evento participaron 117 halterófilos de 28 federaciones nacionales afiliadas a la IWF.

## Medallistas
| Evento  | Oro                           | Plata                                  | Bronce                             |
| ------- | ----------------------------- | -------------------------------------- | ---------------------------------- |
| 56 kg   | Alexei Vajonin URSS 362,5     | Imre Földi · Hungría · 360,0           | Mohamad Nasiri Irán 352,5          |
| 60 kg   | Yoshinobu Miyake Japón 387,5  | Mieczysław Nowak · Polonia · 382,5     | Yoshiyuki Miyake Japón 370,0       |
| 67,5 kg | Yevgueni Katsura URSS 437,5   | Marian Zieliński · Polonia · 410,0     | Parviz Yalayer Irán 405,0          |
| 75 kg   | Viktor Kurentsov URSS 450,0   | Waldemar Baszanowski · Polonia · 447,5 | Werner Dittrich RDA 442,5          |
| 82,5 kg | Vladimir Beliayev URSS 485,0  | Győző Veres · Hungría · 485,0          | Hans Zdražila Checoslovaquia 465,0 |
| 90 kg   | Géza Tóth · Hungría · 487,5   | Ireneusz Paliński · Polonia · 477,5    | Marek Gołąb · Polonia · 475,0      |
| +90 kg  | Leonid Zhabotinski URSS 567,5 | Bob Bednarski Estados Unidos 537,5     | Stanislav Batishchev URSS 530,0    |

1. 1 2 3  Fuerza (kg) + arrancada (kg) + dos tiempos (kg) = TOTAL (kg)

## Medallero
| Núm. | País           | Oro | Plata | Bronce | Total |
| ---- | -------------- | --- | ----- | ------ | ----- |
| 1    | URSS           | 5   | 0     | 1      | 6     |
| 2    | Hungría        | 1   | 2     | 0      | 3     |
| 3    | Japón          | 1   | 0     | 1      | 2     |
| 4    | Polonia        | 0   | 4     | 1      | 5     |
| 5    | Estados Unidos | 0   | 1     | 0      | 1     |
| 6    | Irán           | 0   | 0     | 2      | 2     |
| 7    | RDA            | 0   | 0     | 1      | 1     |
| 7    | Checoslovaquia | 0   | 0     | 1      | 1     |
|      | TOTAL          | 7   | 7     | 7      | 21    |